# Bradshaw (Nebraska)
Bradshaw je selo u američkoj saveznoj državi Nebraska. Prema popisu stanovništva iz 2010. u njemu je živjelo 273 stanovnika.